# Veli Dol
Veli Dol est une localité de Croatie située dans la municipalité de Kraljevica, dans le comitat de Primorje-Gorski Kotar. En 2001, la localité comptait 183 habitants.

## Démographie
| 1948 | 1953 | 1961 | 1971 | 1981 | 1991 | 2001 |
| ---- | ---- | ---- | ---- | ---- | ---- | ---- |
| 251  | 334  | 287  | 290  | 230  | 208  | 183  |